# Jasper Maskelyne
Jasper Maskelyne (29 de setembro de 1902 - 15 de março de 1973) foi um mágico britânico nas décadas de 1930 e 1940. Ele fazia parte de uma família estabelecida de mágicos de palco, filho de Nevil Maskelyne e neto de John Nevil Maskelyne. Ele é mais lembrado por seus relatos de seu trabalho para os militares britânicos durante a Segunda Guerra Mundial, em que afirma ter criado artimanhas, engano e camuflagem em grande escala em um esforço para derrotar os nazistas.

## Carreira
Maskelyne foi um mágico de palco de sucesso. Seu livro Maskelyne's book of magic (1936) descreve uma série de truques de palco, truques de mão, cartas e cordas, e ilusões de "leitura da mente".
Em 1937, Maskelyne apareceu em um filme da sociedade de cinema francesa Pathé, The Famous Illusionist, no qual ele executou seu conhecido truque de aparentar engolir lâminas de barbear.